# لافاييت توماس
لافاييت توماس (بالإنجليزية: Lafayette Thomas)‏ هو عازف بيانو وموسيقي أمريكي، ولد في 13 يونيو 1928 في شريفبورت في الولايات المتحدة، وتوفي في 20 مايو 1977 في بريسباني في الولايات المتحدة بسبب نوبة قلبية.

## وصلات خارجية
- لافاييت توماس على موقع ميوزك برينز (الإنجليزية)
- لافاييت توماس على موقع ديسكوغز (الإنجليزية)